# Jean-Charles Castelletto
Jean-Charles Victor Castelletto (1995. január 26. –) francia-kameruni kettős állampolgárságú profi labdarúgó, középhátvédként játszik a Ligue 1-ben szereplő Nantes-ban és a kameruni válogatottban.

## Karrierje

### Klub
2016 júliusában Castelletto a belga Club Brugge KV-tól a Red Star FC-hez került egy szezonra kölcsönbe.

### Válogatott
Castelletto ifjúsági válogatott volt Franciaországban. 2017. november 11-én debütált a kameruni válogatottban Zambia ellen a 2018-as labdarúgó-világbajnokság selejtezőjében.
A 2022-es labdarúgó-világbajnokságon Kamerun keretében szerepelt. A Szerbia elleni 2022. november 28-i csoportmérkőzésen megszerezte első válogatott gólját, amellyel vezetést szerzett csapata számára.

## Statisztika

### Klub
Frissítve: 2021. július 1.
| Klub                  | Szezon           | Liga             | Bajnokság | Bajnokság | Kupa  | Kupa | Ligakupa | Ligakupa | Egyéb | Egyéb | Összes | Összes |
| Klub                  | Szezon           | Liga             | Mérk.     | Gól       | Mérk. | Gól  | Mérk.    | Gól      | Mérk. | Gól   | Mérk.  | Gól    |
| --------------------- | ---------------- | ---------------- | --------- | --------- | ----- | ---- | -------- | -------- | ----- | ----- | ------ | ------ |
| Auxerre               | 2012–13          | Ligue 2          | 1         | 0         | 0     | 0    | 0        | 0        | —     | —     | 1      | 0      |
| Auxerre               | 2013–14          | Ligue 2          | 19        | 0         | 3     | 0    | 1        | 0        | —     | —     | 23     | 0      |
| Auxerre               | 2014–15          | Ligue 2          | 28        | 1         | 5     | 0    | 1        | 0        | —     | —     | 34     | 1      |
| Auxerre               | Összesen         | Összesen         | 48        | 1         | 8     | 0    | 2        | 0        | 0     | 0     | 58     | 1      |
| Club Brugge           | 2015–16          | Pro League       | 3         | 0         | 0     | 0    | —        | —        | 1     | 0     | 4      | 0      |
| Mouscron (kölcsönben) | 2015–16          | Pro League       | 10        | 0         | 0     | 0    | —        | —        | —     | —     | 10     | 0      |
| Red Star (kölcsönben) | 2016–17          | Ligue 2          | 32        | 2         | 1     | 0    | 1        | 0        | —     | —     | 34     | 2      |
| Brest                 | 2017–18          | Ligue 2          | 33        | 2         | 1     | 0    | 1        | 0        | —     | —     | 35     | 2      |
| Brest                 | 2018–19          | Ligue 2          | 31        | 2         | 2     | 0    | 2        | 1        | —     | —     | 35     | 3      |
| Brest                 | 2019–20          | Ligue 1          | 22        | 1         | 1     | 0    | 1        | 0        | —     | —     | 24     | 1      |
| Brest                 | Összesen         | Összesen         | 86        | 5         | 4     | 0    | 4        | 1        | 0     | 0     | 94     | 6      |
| Nantes                | 2020–21          | Ligue 1          | 24        | 1         | 1     | 0    | 0        | 0        | 2     | 0     | 27     | 2      |
| Karrier összesen      | Karrier összesen | Karrier összesen | 203       | 9         | 14    | 0    | 7        | 1        | 3     | 0     | 227    | 11     |

1. ↑  Mérkőzései az UEFA-bajnokok ligájában

### Válogatott
Frissítve: 2022. november 28.
Góljai a válogatottban
| Mérkőzés | Dátum              | Helyszín                            | Válogatottság | Ellenfél | Állás | Eredmény | Esemény                |
| -------- | ------------------ | ----------------------------------- | ------------- | -------- | ----- | -------- | ---------------------- |
| 1.       | 2022. november 28. | el-Dzsanúb Stadion, al-Vakra, Katar | 16            | Szerbia  | 1–0   | 3–3      | 2022-es világbajnokság |

## Díjai
Nantes
- Francia kupa: 2021–22[8]

Kamerun
- 2021-es afrikai nemzetek kupája, bronzérmes.[9]

## Magánélete
Castelletto Franciaországban született olasz apától és kameruni anyától.